# Danske Bank (Irlanda del Norte)
Northern Bank Limited, que opera bajo el nombre comercial de Danske Bank, es un banco minorista en Irlanda del Norte. Northern Banking Company Limited se formó a partir de un banco privado y la escritura de asociación se firmó el 1 de agosto de 1824. Es uno de los bancos más antiguos de Irlanda y su historia de banca privada se remonta circa 1809. En noviembre de 2012, Northern Bank adoptó el nombre de su empresa matriz, Danske Bank, como nombre comercial.  Danske Bank es considerado uno de los cuatro grandes en Irlanda del Norte  y un banco en crecimiento en Gran Bretaña.  En Irlanda del Norte, el Banco emite sus propios billetes de curso legal.
Danske Bank es una unidad de negocio independiente dentro del Grupo Danske Bank y opera bajo una licencia bancaria del Reino Unido.